# Fushan (Yantai)
Der Stadtbezirk Fushan (chinesisch 福山区, Pinyin Fúshān Qū) ist ein Stadtbezirk in der ostchinesischen Provinz Shandong, der zum Verwaltungsgebiet der bezirksfreien Stadt Yantai gehört. Er hat eine Fläche von 707,1 km² und zählt 600.468 Einwohner (Stand: Zensus 2010). Regierungssitz ist das Straßenviertel Qingyang (清洋街道).

## Administrative Gliederung
Auf Gemeindeebene setzt sich der Stadtbezirk aus fünf Straßenvierteln und vier Großgemeinden zusammen. 